# Grand Prix de Poésie
Der Grand Prix de Poésie ist ein französischer Literaturpreis. Er wird jährlich von der Académie française an einen französischsprachigen Dichter für sein Gesamtwerk verliehen. Selten werden auch zweite und dritte Preise für Einzelwerke vergeben. Die Dotierung beläuft sich seit 2010 auf 3800 Euro (Stand 2018).

## Preisträger
- 1955: Thérèse Engel Le Brun
- 1956: Cécile Périn, Diego Valeri
- 1957: André Berry, Edmond Petit
- 1958: Gérard d’Houville
- 1959: Tristan Klingsor
- 1960: Philippe Chabaneix
- 1961: Patrice de La Tour du Pin, Charles Dhers
- 1962: Marie Noël
- 1963: Pierre Emmanuel
- 1964: André Salmon
- 1965: kein Preis
- 1966: Pierre Jean Jouve
- 1967: Georges Brassens
- 1968: Jean Lebrau, Alain Bosquet
- 1969: Robert Sabatier
- 1970: Jean Follain
- 1971: Louis Brauquier
- 1972: Jean Tardieu
- 1973: André Frénaud
- 1974: Philippe Soupault
- 1975: Gabriel Audisio
- 1976: Eugène Guillevic
- 1977: Jean Tardieu, Robert Mallet, Marie-Jeanne Durry
- 1978: Charles Le Quintrec
- 1979: André Pieyre de Mandiargues
- 1980: Maurice Fombeure
- 1981: Yves Bonnefoy
- 1982: Jean Loisy
- 1983: Jean Grosjean
- 1984: Francis Ponge
- 1985: Philippe Roberts-Jones
- 1986: Henri Thomas, Bernard Chenot, Philippe Chaunac-Lanzac, Vitalis Cros, Zakari Dramani-Issifou, Brigitte Level, Philippe de Rothschild, Janine Cantarel, Jean-Pierre Lemaire, Maurice de Meure, Jean-Frédéric Munsch, Paul de Roux, Gaston-Louis Solères, René Tavernier, Esther Tellermann
- 1987: René Tavernier
- 1988: Jean-Claude Renard, Hassam Wachill, Paule Laborie
- 1989: Claude-Michel Cluny, Odette Robillard
- 1990: André du Bouchet
- 1991: Jean Orizet
- 1992: Philippe Jaccottet
- 1993: Georges Saint-Clair
- 1994: Marc Alyn
- 1995: Pierre Béarn
- 1996: Claude Vigée
- 1997: Jacques Réda
- 1998: René Depestre
- 1999: Jean-Pierre Lemaire
- 2000: Philippe Delaveau
- 2001: Guy Goffette
- 2002: Alain Duault
- 2003: Alain Veinstein
- 2004: Michel Deguy
- 2005: Robert Marteau
- 2006: Jacques Darras
- 2007: William Cliff
- 2008: Gérard Macé
- 2009: Vénus Khoury-Ghata
- 2010: Jacques Dupin
- 2011: Franck Venaille
- 2012: Jean-Claude Pirotte
- 2013: Mathieu Bénézet
- 2014: Dominique Fourcade
- 2015: Philippe Beck
- 2016: Bernard Noël
- 2017: Anthony Phelps
- 2018: Christian Prigent
- 2019: Pierre Oster
- 2020: Michel Orcel
- 2021: Claude Royet-Journoud